# Chimilin
 Chimilin  es una población y comuna francesa, en la región de Ródano-Alpes, departamento de Isère, en el distrito de La Tour-du-Pin y cantón de Le Pont-de-Beauvoissin.

## Demografía
| 843 | 814 | 781 | 942 | 1044 | 1144 |
| Para los censos de 1962 a 1999 la población legal corresponde a la población sin duplicidades (Fuente: INSEE [Consultar]) |     |     |     |      |      |